# مطثية أليفة البرودة
مطثية أليفة البرودة (الاسم العلمي: Clostridium algoriphilum) هي نوع من البكتيريا يتبع جنس المطثية من الفصيلة المطثاوية.